# ݖ
Bāʾ petit v suscrit ‹ ݖ › est une lettre additionnelle de l’alphabet arabe proposée durant des ateliers organisés par l’Isesco dans les années 1980. Elle est composée d’un bāʾ ‹ ب › diacrité d’un petit v suscrit au lieu du point souscrit.

## Utilisation
Cette lettre a été proposée, durant des ateliers organisés par l’Isesco dans les années 1980, pour transcrire une consonne affriquée palato-alvéolaire sourde /tʃ/, transcrite avec un c ‹ c › dans l’alphabet latin.
Au Sénégal, ‹ ݖ › représente une consonne affriquée post-alvéolaire sourde [tʃ] en wolof, peul, soninké, maninka, sérère, dyola, balante écrits avec les caractères coraniques harmonisés.